# The Adventures of Dick Turpin: The Gunpowder Plot
The Adventures of Dick Turpin: The Gunpowder Plot è un cortometraggio muto del 1912 diretto da Charles Raymond.

## Produzione
Il film fu prodotto dalla British & Colonial Kinematograph Company.

## Distribuzione
Distribuito dalla Moving Pictures Sales Agency, uscì nelle sale cinematografiche britanniche nell'agosto 1912.